# 안정은의 청춘열차
안정은의 청춘열차는 CJB Joy FM에서 안정은 아나운서가 진행하는 충북 전지역에 송출되는 프로그램이다. 방송시간은 주말 새벽 5시 ~ 아침 7시 입니다.
| CJB JOY FM               |                                                                   |                                                                 |
| 이전                     | 새벽을 여는 친구 연규옥입니다 (평일) 안정은의 청춘열차 1부 (주말) | 다음                                                            |
| 김주우의 팝 스테이션     | 새벽을 여는 친구 연규옥입니다 (평일) 안정은의 청춘열차 1부 (주말) | 굿모닝 JOY FM 최혜윤 입니다 (평일) 안정은의 청춘열차 2부 (주말) |
| 오전 4시 ~ 오전 4시 55분 | 오전 5시 ~ 오전 6시 (주중) 오전 5시 ~ 6시 (주말)                  | 오전 6시 ~ 오전 7시 (주중) 오전 6시 ~ 오전 7시 (주말)           |
|                          |                                                                   |                                                                 |